# Musée de la Forêt de Renwez
Pour les articles homonymes, voir Musée de la Forêt.
Le Musée de la Forêt de Renwez est consacré à l'histoire de la forêt en Ardennes, à l'exploitation forestière, et aux techniques et modes de vie des populations qui en vivaient. Il a été conçu pour s'adresser particulièrement aux populations scolaires et aux familles. Il regroupe aussi des outils témoignant de l'activité en forêt au début du XXe siècle.
C’est un musée situé en forêt, peu après la sortie de Renwez, direction Sécheval.

## Histoire du musée
Ce musée a été inauguré en mai 1988 sous l’impulsion d’un passionné d’agronomie et de nature, Henri Vastine.
En juin 1995, la superficie a augmenté de six hectares supplémentaires.

En juillet 2003, un bâtiment de bois et de verre de 1 200 m2 s'est rajouté à l'exposition initiale en pleine nature. Ce bâtiment permet de proposer aux visiteurs des salles d’exposition, une boutique et une cafétéria. 

## Description
À l’extérieur, de petites cabanes ou des installations à ciel ouvert présentent des collections d’outils, des pièges de chasse, des machines agricoles, un atelier de forgeron, une roue à aubes, etc. Des mannequins en bois permettent de comprendre la façon de travailler des anciens forestiers. L’ensemble concrétise les différents métiers, et permet d’imaginer le foisonnement d’activités  et la vie en forêt, à la fin du XIXe siècle ou au début du XXe siècle, ainsi que l’impact progressif de la mécanisation. S’y ajoutent un petit parc ornithologique et un sentier arboricole.
Le bâtiment en bois de 1 200 m2 accueille en complément sept salles de muséographie abritant diverses maquettes. Ces maquettes présentent la forêt ardennaise à travers les âges, l’essartage (ou écobuage), l’enrésinement, etc. Un théâtre de marionnettes complète cette présentation sous un autre angle, racontant avec humour et simplicité les relations quelquefois difficiles entre usagers de la forêt (seigneur, douanier, garde forestier, braconnier, bûcheron, particulier). Une vidéo expose l'évolution récente de la forêt et son exploitation, et la salle Faune et Flore permet de découvrir le fonctionnement de l’écosystème forestier.

## Sources
- Bulletin municipal de Renwez - n°21 - juillet 2005